# ومولپلی
ومولپلی (به انگلیسی: Vemulapalli) یک روستا در هند است که در آندرا پرادش واقع شده‌است.

## خصوصیات
ومولپلی ۱٬۰۱۵ نفر جمعیت دارد.